# 顾山镇
顾山镇，是中华人民共和国江苏省无锡市江阴市下辖的一个乡镇级行政单位。

## 行政区划
顾山镇下辖以下地区：
顾山社区、北漍社区、新龚村、南曹庄村、红豆村、顾北村、漍东村、解放村、赤岸村、鉴青村、万兴村、李家桥村、漍南村和东岐村。